# کانتیننتال ریسورس
کانتیننتال ریسورس (انگلیسی: Continental Resources) شرکت نفت آمریکایی است، که در سال ۱۹۶۷ توسط هرولد هام تأسیس شد و هم‌اکنون ظرفیت تولید روزانه نفت خام آن در حدود ۳۴۰ هزار بشکه در روز می‌باشد. 